# Kamilski Dol, Haskovo
Kamilski Dol (în bulgară Камилски Дол) este un sat în comuna Ivailovgrad, regiunea Haskovo,  Bulgaria. 

## Demografie
Componența etnică a satului Kamilski Dol
     Bulgari (98,46%)
     Nicio identificare (1,53%)
     Altele (0%)
La recensământul din 2011, populația satului Kamilski Dol era de 65 locuitori. Din punct de vedere etnic, majoritatea locuitorilor (98,46%) erau bulgari. Pentru 1,53% din locuitori nu este cunoscută apartenența etnică.